# Lijst van spelers van FC Midtjylland
Deze lijst omvat voetballers die bij de Deense voetbalclub FC Midtjylland spelen of gespeeld hebben. De namen van de spelers zijn alfabetisch gerangschikt.

## A
- Kolja Afriyie
- Akeem Agbetu
- Oluwafemi Ajilore
- Abu Akilu
- Mads Albæk
- Martin Albrechtsen
- Thomas Ambrosius
- Mikael Anderson
- Petter Andersson
- Musefiu Ashiru

## B
- Collins Babatunde
- Allan Bak Jensen
- Kristian Bak Nielsen
- Patrick Banggaard
- Jonas Borring
- Thomas Buus

## C
- Danny Califf
- Kim Christensen
- Lasse Christensen
- Rasmus Christensen
- Jeppe Curth

## D
- Sergei Dadu
- Rasmus Daugaard

## F
- Ken Fagerberg
- Viktor Fischer
- Dennis Flinta
- George Florescu
- Martin Fraisl
- Thomas Frandsen
- Jan Frederiksen
- Karsten From
- Kenneth From
- Petter Furuseth

## G
- Jonas Gemmer
- Armin Gigović
- Nikola Gjosevski
- Ibrahim Gnanou

## H
- Bo Hansen
- Kasper Hansen
- Michael Hansen
- Rasmus Hansen
- Rilwan Hassan
- Jakob Haugaard
- Eyjólfur Héðinsson
- Lasse Heinze
- Steffen Højer
- Poul Hübertz
- Nicolaj Hust
- Mads Hvilsom
- Morten Hyldgaard

## I
- Sylvester Igboun
- Ken Ilsø
- Kristijan Ipsa

## J
- Tim Janssen
- Kasper Jensen
- Mikkel Jensen
- Jens Jessen
- Leon Jessen
- Nicolai Jørgensen
- Jesper Juelsgård
- Martin Jungbloot

## K
- Klaus Kærgaard
- Benjamin Kibebe
- Simon Kjær
- Maroš Klimpl
- Jon Knudsen
- Morten Koch
- Oliver Korch
- Frank Kristensen
- Kim Kristensen

## L
- Marco Larsen
- Jesper Lauridsen
- Mogens Laursen
- Adeshina Lawal
- Ayinde Lawal
- Ulrik Lindkvist
- Jonas Lössl
- Alexander Ludwig
- Christian Lundberg

## M
- Claus Madsen
- Johannes Madsen
- Nicolas Madsen
- Christian Magleby
- Filip Marčić
- Guðmundur Mete
- Jesper Mikkelsen
- Frederik Møller
- Marc Møller
- Baba Musa

## N
- Sonni Nattestad
- David Nielsen
- Martin Nielsen
- Morten Nielsen
- Jude Nworuh

## O
- Jacob Olayemi Ogunleye
- Noah Ojuola
- Semiu Olaniyi Oladiti
- Isaac Oliseh
- Sekou Oliseh
- Christian Olsen
- Danny Olsen
- Kim Olsen
- Ebere Onuachu
- Arkadiusz Onyszko
- Mads Overgaard

## P
- Jesper Pedersen
- Kenneth Pedersen
- Mads Pedersen
- Morten Pedersen
- Razak Pimpong
- Kwadwo Poku
- Christopher Poulsen
- Jakob Poulsen
- Simon Poulsen
- Svenne Poulsen
- Brian Priske
- Martin Pušić

## R
- Nick Ragus
- Martin Raška
- Anders Rasmussen
- Morten Rasmussen
- Thomas Rathe
- Michael Ravn
- Winston Reid
- Morten Roholte
- Urmas Rooba
- Thomas Røll
- André Rømer
- Adeola Runsewe

## S
- Adigun Salami
- Lasse Sall
- Peter Sand
- Pione Sisto
- Christian Sivebæk
- Morten Skoubo
- Morten Skov
- Peter Skov-Jensen
- Søren Skriver
- Henrik Smedegaard
- Jesper Søgaard
- Niklas Søgaard
- Dennis Sørensen
- Tim Sparv
- Kaj Stefansen
- Erik Sviatchenko

## T
- Casper Tengstedt
- Thomas Thomasberg
- Mikkel Thygesen
- Ola Tidman
- Christian Traoré
- Magnus Troest

## U
- Izunna Uzochukwu

## V
- Jani Viander
- Rafael van der Vaart
- Santiago Villafañe

## W
- Jesper Weinkouff

## Z
- Mohamed Zidan